# Saint-Gilles-de-Crétot
Saint-Gilles-de-Crétot – miejscowość i gmina we Francji, w regionie Normandia, w departamencie Sekwana Nadmorska.
Według danych na rok 1990 gminę zamieszkiwały 253 osoby, a gęstość zaludnienia wynosiła 42 osoby/km² (wśród 1421 gmin Górnej Normandii Saint-Gilles-de-Crétot plasuje się na 653. miejscu pod względem liczby ludności, natomiast pod względem powierzchni na miejscu 610.).